# Герб Марківського району
Герб Марківського району — офіційний символ Марківського району, затверджений 23 лютого 2000 р. рішенням сесії районної ради.

## Опис
На базі сонце, що сходить і має широкі смуги-промені: золоту, лазурову, червону, лазурову та золоту. У центрі - пам'ятник борцям за свободу й незалежність Марківщини. Щит має облямівку зі скошених срібних і чорних штрихів. Над щитом три колоски пшениці. Щит обрамлено вінком з дозрілих яблук, цибулі, яблуневих і степових квітів. Під щитом на лазуровій стрічці напис "Марківський район".